# Bildliche Vorstellung
Die Imagery debate oder Debatte um bildliche Vorstellung ist eine klassische Kontroverse der Kognitionswissenschaft. Bei ihr geht es um die Frage, wie die kognitiven Prozesse zu beschreiben sind, die ablaufen, wenn man sich etwas bildlich vorstellt.

## Geschichte
Jahrhundertelang wurde über die bildliche Vorstellung im Kontext einer Abbildtheorie der Wahrnehmung nachgedacht, siehe dazu auch die historischen Begriffe der → Anschauung und der Philosophie des → Schematismus. Die Abbildtheorie klingt zunächst einleuchtend: Die einfallenden Lichtstrahlen projizieren ein Bild auf die Netzhaut. Dieses Bild wird dann zerlegt und im Gehirn reproduziert. Akzeptiert man eine solche Wahrnehmungstheorie, so ist es einfach, die bildliche Vorstellung zu erklären: Die bei der Wahrnehmung erzeugten Bilder im Kopf werden auch bei der bildlichen Vorstellung (ohne direkten visuellen Input) erzeugt.
So eingängig diese Theorie auch sein mag, sie wird heute allgemein abgelehnt: Beim Wahrnehmen werden nicht im wörtlichen Sinne Bilder im Kopf erzeugt, und auch bildliche Vorstellungen können so nicht erklärt werden. Um nur einen Einwand anzuführen: Wenn Wahrnehmung tatsächlich durch Bilder im Kopf vermittelt wird, dann muss es dort (im Kopf) jemanden geben, der sich die Bilder anguckt, sonst wären sie ja zwecklos. Das ist aber die absurde Vorstellung eines Homunculus. Doch wie kann man überhaupt herausbekommen, was im Kopf wirklich vorgeht? Lange Zeit lautete die Antwort: Gar nicht. So war es dann auch die Folge, dass der Behaviorismus in der ersten Hälfte des 20. Jahrhunderts Fragen, wie die nach den inneren Vorgängen bei bildlicher Vorstellung, als unwissenschaftlich zurückwies. Die Psychologie von C.G. Jung behandelt das Phänomen innerer Bilder, vgl. a. → Imago. Die Hirnforschung hat durch den Nachweis sensorischer Projektionszentren zum besseren Verständnis des physiologischen Vorgangs bei bildlichen und bildhaften Vorstellungen beigetragen.

## Pylyshyns propositionale Theorie
Dies änderte sich mit der sprunghaften Entwicklung der Neuro- und Kognitionswissenschaften. Plötzlich war die Frage nach den inneren Vorgängen mehr als reine Spekulation, und so wurde auch die Frage nach bildlicher Vorstellung erneut gestellt. Es waren vor allem Stephen Kosslyn und Zenon Pylyshyn, die die Debatte in den 1970er Jahren ins Rollen brachten. Kosslyn stellte die These auf, dass bei der bildlichen Vorstellung ähnliche Prozesse ablaufen wie bei der Wahrnehmung. Pylyshyn wendet sich bis heute vehement gegen diese These. Dies hängt mit Pylyshyns allgemeiner Vorstellung der Funktionsweise des Geistes zusammen. Er geht davon aus, dass Informationen im Gehirn in propositionaler Form gespeichert sind. Propositionen repräsentieren den Sinn einer Information, unabhängig von den spezifischen Eigenschaften des einzelnen informationstragenden Ereignisses (sog. token). Ein Beispiel:
1 Der Ball ist rot.
2 Es ist der Fall, dass der Ball rot ist.
3 El ból es rojo.
Diese Äußerungen haben verschiedene Eigenschaften, doch sie sind alle Träger der gleichen Proposition, die z. B. wie folgt ausgedrückt werden kann:
4 rot (Ball).
Die Proposition abstrahiert von den individuellen Eigenschaften der Informationsträger und gibt den allgemeinen Sinn wieder. (Das heißt auch, dass 4. eigentlich nicht in einer der Sprachen von 1.–3. wiedergegeben werden darf, 4. muss in einer Metasprache formuliert sein.) Im Sinne einer einheitlichen, propositionalen „Sprache des Geistes“ geht Pylyshyn davon aus, dass auch die Vorstellung eines roten Balls in Form der Proposition (4.) gespeichert sei und nicht als Bild. Bildliche Elemente seien höchstens als funktionslose Ableitungen aus den Propositionen denkbar – d. h. als Epiphänomene der Propositionen.

## Kosslyns Theorie bildlicher Verarbeitung
Kosslyn bietet nun seit den 1970er Jahren Experimente an, die zeigen sollen, dass das Phänomen der bildlichen Vorstellung mittels einer propositionalen Theorie nicht adäquat zu erklären ist. Vielmehr müssen wir davon ausgehen – so Kosslyn –, dass bildliche Vorstellung im Wesentlichen auf den gleichen Prinzipien ruht wie Wahrnehmung.  Im Folgenden wird ein repräsentatives Argument Kosslyns wiedergegeben:
In einem Experiment werden zwei gleiche, dreidimensionale Objekte in verschiedenen Positionen nebeneinander gestellt. Die Versuchsperson soll entscheiden, ob die Objekte identisch sind. Je größer der nötige Drehwinkel, um die Objekte in Deckung zu bringen, desto länger brauchen die Personen zur Beantwortung der Frage. Es scheint klar zu sein, dass die Personen eines der Objekte in der Vorstellung drehen müssen. Wenn die Vorstellung bildlich ist, dann ist zu erwarten, dass sich der Drehwinkel und die benötigte Zeit linear zueinander verhalten – denn die Wahrnehmungssequenz ist einfach länger, wenn mehr gedreht werden muss. Wenn die propositionale Theorie wahr ist, dann gibt es keinen Grund für eine derartige Linearität. Da sie aber vorhanden ist, haben wir ein starkes Argument für Kosslyns Position.
Pylyshyn akzeptiert derartige Argumente nicht. Er meint, dass sich die Zeitabstände aus dem Wissen der Versuchsperson ergeben: Sie brauchen zum Drehen der Objekte nur deshalb bei größeren Winkel länger, weil sie wissen, dass die Drehung eines solchen Objektes länger braucht und deshalb unbewusst ihre Reaktionen anpassen (Pylyshyn spricht von einer “tacit-knowledge explanation”).

## Der Stand der Debatte
Offenbar ist die Debatte nur schwer zu entscheiden – beide Parteien können die Phänomene erklären. Zudem haben beide Theorien Vor- und Nachteile. So wirken Pylyshyns Erklärungen der Experimentalergebnisse oft ad hoc, dafür hat seine Theorie in Bezug auf Einfachheit, Einheitlichkeit und Ökonomie ihre Stärken. Was also tun? Eine Entwicklung der letzten Jahre ist, mittels bildgebender Verfahren in das Gehirn zu schauen, um zu sehen, wie denn dort wirklich bei bildlicher Vorstellung gearbeitet wird.
Allerdings sind auch diese Ergebnisse keineswegs klar: Zum einen wurde festgestellt, dass bei bildlichen Vorstellungen tatsächlich in den Gehirnregionen, die mit der Verarbeitung visueller Eindrücke beschäftigt sind (vor allem der visuelle Cortex), starke Aktivitäten vorhanden sind. Hier scheinen zum Teil die gleichen Mechanismen zu arbeiten. Andererseits haben Neuropsychologen eine Doppeldissoziation zwischen bildlicher Vorstellung und visueller Wahrnehmung festgestellt. D. h., dass Wahrnehmung und bildliche Vorstellung unabhängig voneinander gestört sein können. Und dies bedeutet, dass hier zum Teil verschiedene Mechanismen genutzt werden müssen. Die Frage ist also auch empirisch nicht entschieden. Es stellt sich zudem die Frage, ob hier überhaupt eine neurobiologische Entscheidung möglich ist: Bei einem bildgebenden Verfahren werden wir nie Pylyshyns Propositionen finden. Dies liegt allerdings einfach daran, dass seine Theorie auf einer anderen (der computationalen) Ebene formuliert ist.